# Carl Jacob Gardberg
Carl Jacob Reinhold Gardberg, född 16 november 1926 i Helsingfors, död där 31 maj 2010, var en finlandssvensk arkeolog och historiker.
Han verkade som chef för Åbo stads historiska museum 1960–1972 och som statsarkeolog och överdirektör för Museiverket 1972–1992.
Han är begravd på Sandudds begravningsplats i Helsingfors.

## Priser och utmärkelser
- 1975 – Hallbergska priset
- 1994 – Wareliuspriset
- 2004 – Tollanderska priset